# Thammasatstadion
Het Thammasatstadion is een multifunctioneel stadion in Pathum Thani, een stad in Thailand. 
Het stadion wordt vooral gebruikt voor voetbalwedstrijden, de voetbalclubs Dome F.C. en Bangkok United F.C. maken gebruik van dit stadion. In het stadion is plaats voor 25.000 toeschouwers. Het stadion werd gebouwd tussen 1995 en 1998 door Christiani & Nielsen. Het werd geopend in 1998 om gebruikt te kunnen worden voor de Aziatische Spelen van 1998. Om het veld van 95m x 62m ligt een atletiekbaan.